# Carmelcollege Emmen
Carmelcollege Emmen is een scholengemeenschap voor vmbo-beroepsgericht, mavo, havo en vwo in Emmen. Naast deze opleidingen biedt het Carmelcollege Emmen loot-faciliteiten (Topsport Talentschool), sportklassen en tweetalig onderwijs aan.

## Geschiedenis
In 1959 opende de rooms-katholieke HBS in Emmen de deuren. Zeven jaar later, in 1968, veranderde de naam in ´Katholiek Drents College´. Deze naam hield stand tot 1992, toen het KDC fuseerde met RK LTS De Zuidoosthoek. De scholengemeenschap werd toen hernoemd tot KDC (De Zuidoosthoek). In 2004 veranderde de naam in Carmelcollege Emmen.

## Bekende oud-leerlingen

### Artiesten
- Miro Kloosterman, acteur
- Daniël Lohues, muzikant
- Peter Middendorp, Nederlands schrijver en journalist
- Rosa da Silva, actrice en winnaar Wim Sonneveldprijs 2019
- Chris de Roo, zanger

### Sporters
- Thijs Dallinga, profvoetballer en international
- Jan Dekker, semiprofessioneel darter en analist bij RTL Nederland
- Bas Dost, profvoetballer en international
- Tijmen Eising, wielrenner en wereldkampioen veldrijden 2009 (junioren)
- Jürgen Locadia, profvoetballer
- Kjell Scherpen, profvoetballer en jeugdinternational
- Roy Stroeve, profvoetballer

### Wetenschappers
- Ben Feringa, winnaar Nobelprijs voor de Scheikunde 2016, hoogleraar organische scheikunde aan de Rijksuniversiteit Groningen[1]
- Edin Mujagić, Nederlands econoom, publicist en spreker
- Jacquelien Scherpen, Nederlands hoogleraar meet- en regeltechniek, wiskunde